# Андреа Бономі
Андреа Бономі (італ. Andrea Bonomi; 14 лютого 1923, Кассано-д'Адда — 26 листопада 2003, Кассано-д'Адда) — італійський футболіст, що грав на позиції захисника насамперед за «Мілан».

## Клубна кар'єра
У дорослому футболі дебютував 1940 року виступами за команду «Піреллі», в якій провів два сезони.
1942 року перейшов до «Мілана», встиг провести чотири гри у першості Італії 1942/43. Згодом грав за «россонері» у турнірах воєнного часу. З відновленням повноцінних загальнонаціональних футбольних змагань у повоєнній Італії продовжив виступи за міланську команду, в якій був основним гравцем захисту, а з 1949 року, коли її залишив Етторе Пурічеллі, і капітаном. У сезоні 1950/51 допоміг «Мілану» стати чемпіоном Італії.
Згодом протягом 1952—1954 років захищав кольори друголігової «Брешії», а завершував ігрову кар'єру у «П'яченці» із Серії C, за яку провів п'ять ігор у сезоні 1954/55.

## Виступи за збірну
У листопаді 1951 року у складі національної збірної Італії взяв участь у грі на Кубок Центральної Європи 1948—1953 проти швейцарців, яка стала для нього єдиною у формі національної команди.
Помер 26 листопада 2003 року на 81-му році життя в рідному Кассано-д'Адда.

## Статистика виступів

### Статистика клубних виступів
| Сезон              | Команда            | Чемпіонат          | Чемпіонат | Чемпіонат | Національний кубок | Національний кубок | Національний кубок | Інші турніри | Інші турніри | Інші турніри | Усього | Усього |
| Сезон              | Команда            | Ліга               | Ігор      | Голів     | Ліга               | Ігор               | Голів              | Ліга         | Ігор         | Голів        | Ігор   | Голів  |
| ------------------ | ------------------ | ------------------ | --------- | --------- | ------------------ | ------------------ | ------------------ | ------------ | ------------ | ------------ | ------ | ------ |
| 1942–43            | «Мілан»            | A                  | 4         | 0         | КІ                 | 0                  | 0                  | -            | -            | -            | 4      | 0      |
| 1943–44            | «Мілан»            | -                  | -         | -         | -                  | -                  | -                  | ЧІ           | 10           | 0            | 10     | 0      |
| 1944–45            | «Мілан»            | -                  | -         | -         | -                  | -                  | -                  | ТЛ           | 13           | 1            | 13     | 1      |
| 1945–46            | «Мілан»            | ЧІ                 | 36+2      | 3+0       | -                  | -                  | -                  | -            | -            | -            | 38     | 3      |
| 1945–46            | «Мілан»            | A                  | 37        | 0         | -                  | -                  | -                  | -            | -            | -            | 37     | 0      |
| 1947–48            | «Мілан»            | A                  | 38        | 0         | -                  | -                  | -                  | -            | -            | -            | 38     | 0      |
| 1948–49            | «Мілан»            | A                  | 29        | 0         | -                  | -                  | -                  | -            | -            | -            | 29     | 0      |
| 1949–50            | «Мілан»            | A                  | 25        | 0         | -                  | -                  | -                  | -            | -            | -            | 25     | 0      |
| 1950–51            | «Мілан»            | A                  | 38        | 0         | -                  | -                  | -                  | ЛК           | 2            | 0            | 40     | 0      |
| 1951–52            | «Мілан»            | A                  | 22        | 0         | -                  | -                  | -                  | -            | -            | -            | 22     | 0      |
| Усього за «Мілан»  | Усього за «Мілан»  | Усього за «Мілан»  | 239+2     | 3+0       |                    | 0                  | 0                  |              | 25           | 1            | 266    | 4      |
| 1952–53            | «Брешія»           | B                  | 31        | 0         | -                  | -                  | -                  | -            | -            | -            | 31     | 0      |
| 1953–54            | «Брешія»           | B                  | 16        | 0         | -                  | -                  | -                  | -            | -            | -            | 16     | 0      |
| Усього за «Брешію» | Усього за «Брешію» | Усього за «Брешію» | 47        | 0         |                    | -                  | -                  |              | -            | -            | 47     | 0      |
| 1954–55            | «П'яченца»         | C                  | 5         | 0         | -                  | -                  | -                  | -            | -            | -            | 5      | 0      |
| Усього за кар'єру  | Усього за кар'єру  | Усього за кар'єру  | 291+2     | 3+0       |                    | 0                  | 0                  |              | 25           | 1            | 318    | 4      |

### Статистика виступів за збірну
| Дата       | Місто  | Господарі | Результат | Гості  | Турнір                             | Голи | Примітки |
| ---------- | ------ | --------- | --------- | ------ | ---------------------------------- | ---- | -------- |
| 25-11-1951 | Лугано | Швейцарія | 1 – 1     | Італія | Кубок Центральної Європи 1948-1953 | -    |          |
| Усього     |        | Матчів    | 1         |        | Голів                              | 0    |          |

## Титули і досягнення
- Чемпіон Італії (1):

«Мілан»: 1950–1951
- Володар Латинського кубка (1):

«Мілан»: 1951